# Rrapshë-Starë
Rrapshë-Starë är en ort i Albanien.   Den ligger i prefekturen Qarku i Shkodrës, i den norra delen av landet, 120 km norr om huvudstaden Tirana. Rrapshë-Starë ligger 712 meter över havet och antalet invånare är 813.
Terrängen runt Rrapshë-Starë är kuperad söderut, men norrut är den bergig.  
Omgivningarna runt Rrapshë-Starë är en mosaik av jordbruksmark och naturlig växtlighet.  Runt Rrapshë-Starë är det ganska tätbefolkat, med 96 invånare per kvadratkilometer.